# Copa Chile Sub-17 2009
La Copa Chile Sub 17, equivalente para su categoría de la Copa Chile, se disputó el 2009 en la comuna de Rengo, ubicada en VI Región del Libertador General Bernardo O'Higgins, Chile. Los equipos participantes en el cuadrangular fueron O'Higgins, Puerto Montt, Municipal Iquique y Universidad Católica.
Universidad Católica se llevó el título en disputa tras derrotar 5-0 en la final a O'Higgins.

## Campeón
| Campeón Universidad Católica |